# Elena Kuch
Elena Kuch (* 1985 in Hamburg) ist eine deutsche Journalistin und Dokumentarfilmerin.

## Leben
Elena Kuch wurde 1985 in Hamburg geboren. Nach ihrer Schulausbildung mit Abitur 2004 am Johanneum in Hamburg studierte sie Politikwissenschaften in München, Kopenhagen, Santiago de Chile und Stockholm.  Kuch machte von 2012 bis 2013 ein Volontariat beim NDR und wurde in Anschluss als „feste freie“ Mitarbeiterin vom Sender übernommen. Dort arbeitet sie als Autorin und Reporterin für Formate wie Tagesschau, Tagesthemen, Extra 3, Kulturjournal, Panorama und für verschiedene ARD-Dokumentationen. Für das ZDF entwickelte sie zusammen mit einem Team 2019/20 im Rahmen von Frontal 21 die Dokumentationsserie Achtung Essen und übernahm für eine Folge auch die Regie. Seit 2016 ist sie hauptsächlich für das Ressort „Investigation“ tätig.
Für die Dokumentarfilme übernimmt sie auch das Drehbuch und Regie.

## Auszeichnungen (Auswahl)
- 2017: Deutscher Fernsehpreis in der Kategorie „Beste Information“[9] für Panama Papers – Im Schattenreich der Offshorefirmen[2]
- 2017: Marler Medienpreis Menschenrechte für die Dokumentation Ausland: Erstickt im LKW – Das Ende einer Flucht[1]
- 2028: UMSICHT-Wissenschaftspreis für Der unsichtbare Feind – Tödliche Supererreger aus Pharmafabriken[1]
- 2021: Nominierung Grimme-Preis für Die Story im Ersten : Wikileaks – Die USA gegen Julian Assange[7]
- 2023: Journalistin des Jahres des Medium Magazins[10] in der Kategorie „Team“